# Eslami ya Misr
Eslami ya Misr (arabă: اسلمي يا مصر), a fost imnul național al Egiptului din 1923 până în 1936. Scris de poetul egiptean, Mostafa Saadeq Al-Rafe'ie, iar muzica este compusă de Safar Ali. Acesta este adoptat în prezent ca piesă a Academiei de Poliție Egipteană.

## Versuri
| Versurile în arabă | Transliterație | Traducere |
| --- | --- | --- |
| اسلمى يا مصر إننى الفدا ذى يدى إن مدت الدنيا يدا أبدا لن تستكينى أبدا إننى أرجو مع اليوم غدا ومعى قلبى وعزمى للجهاد ولقلبى أنت بعد الدين دين لك يا مصر السلامة وسلاما يا بلادى إن رمى الدهر سهامه أتقيها بفؤادى واسلمى فى كل حين أنا مصرى بنانى من بنى هرم الدهر الذى أعيا الفنا وقفة الأهرام فيما بيننا لصروف الدهر وقفتى أنا فى دفاعى وجهادى للبلاد لا أميل لا أمل لا ألين لك يا مصر السلامة وسلاما يا بلادى إن رمى الدهر سهامه أتقيها بفؤادى واسلمى فى كل حين ويك يا من رام تقييد الفلك أى نجم فى السما يخضع لك وطن الحر سمًا لا تمتلك والفتى الحر بأفقه ملك لا عدا يا أرض مصر بكى عاد أننا دون حماكى أجمعين لك يا مصر السلامة وسلاما يا بلادى إن رمى الدهر سهامه أتقيها بفؤادى واسلمى فى كل حين للعلا أبناء مصر للعلا وبمصر شرفوا المستقبلا وفدًا لمصرنا الدنيا فلا نضع الأوطان إلا أولا جانبى الأيسر قلبه الفؤاد وبلادى هى لى قلبى اليمين لك يا مصر السلامة وسلاما يا بلادى إن رمى الدهر سهامه أتقيها بفؤادى واسلمى فى كل حين | Eslami ya Misro ennani-l-fedaa Thee yadi en maddate-l-donia yada Abadan lan tastakeeni abada Ennani arjo ma'a-l-yawme ghada Wa ma'ee qalbi wa 'azmi lel-jehad Wa le-qalbi ante ba'da-ddeene deen Laki ya Misro-ssalaama Wa salaaman ya belaadi En rama-ddahro sehaamah Attaqeeha be-fo'aadi Wa-slami fee kolle heen Ana Misrey banani man bana Harama-ddahre allathee a'yaa-l-fanaa Waqfato-l-ahraame feema bainana Le-soloofe-ddahre waqfati ana Fee defaa'ee wa jehaadi lel-belaad La ameelo la amallo la aleen Laki ya Misro-ssalaama Wa salaaman ya belaadi En rama-ddahro sehaamah Attaqeeha be-fo'aadi Wa-slami fee kolle heen Waika ya man raama taqyeeda-l-falak Ayyo najmen fe-ssamaa yakhda'o lak Watano-l-horre saman la tomtalak Wal-fata-l-horro be-ofqehe malak La 'adaa ya arda Misren beki 'aad Ennana doona hemaaki ajma'aeen Laki ya Misro-ssalaama Wa salaaman ya belaadi En rama-ddahro sehaamah Attaqeeha be-fo'aadi Wa-slami fee kolle heen Lel-'olaa abnaa'a Misren lel-'olaa Wa be-Misren sharrefo-l-mostaqbala Wa-fedan le-Misrena-ddonia falaa Nada'o-l-awtaana ella awwala Jaanebi-l-aisaro qalboho-l-fo'aad Wa belaadi heya lee qalbi-l-yameen Laki ya Misro-ssalaama Wa salaaman ya belaadi En rama-ddahro sehaamah Attaqeeha be-fo'aadi Wa-slami fee kolle heen | Fii în siguranță, O Egipt; Eu mă voi sacrifica Mâna mea e pentru tine, dacă lumea va ridicat mâna [să te rănească] Nu vei ceda niciodată Sper ca maine [sa fie mai bine] Inima mea și determinarea mea sunt cu mine în luptă Și în inima mea, O Egipt, ești o credință, pe lângă religia mea Siguranță pentru tine, O Egipt Și pace, o patria mea Dacă lumea aruncă săgeți [spre tine] Te-aș proteja cu inima mea Și fii în siguranță în orice moment" Eu sunt un egiptean, construit de fondatorii piramidei veșnice, care a învins destinul Piramidele stau lângă noi Împotriva aroganței mondiale, voi sta În apărarea și lupta mea pentru țară Nu mă întorc, nu obosesc, nici nu mă dau la o parte - Siguranță pentru tine, O Egipt Și pace, O patria mea Dacă lumea aruncă săgeți [spre tine] Te-aș proteja cu inima mea Să fii în siguranță în orice moment" Hei, tu încerci să încătușezi vederea noastră Nu există nici o stea în cer sub controlul tău Patria celor liberi este ca un cer care nu poate fi posedat Iar cei liberi își au propriile orizonturi Nu există niciun dușman care să te atace, țara Egiptului Luptăm cu toții pentru protecția ta. Siguranță pentru tine, O Egipt Și pace, O patria mea Dacă lumea aruncă săgeți [spre tine] Te-aș proteja cu inima mea Să fii în siguranță în orice moment" Pentru înălțime, fii ai Egiptului, pentru înălțime Și cinstește viitorul Egiptului Întreaga lume pentru a ne salva Egiptul, pentru că am pus mai întâi numele țării noastre Stânga mea are inima mea Și patria mea este inima părții mele drepte - Siguranță pentru tine, O Egipt Și pace, O patria mea Dacă lumea aruncă săgeți [spre tine] Te-aș proteja cu inima mea Și fii în siguranță în orice moment " |